# Onigiri

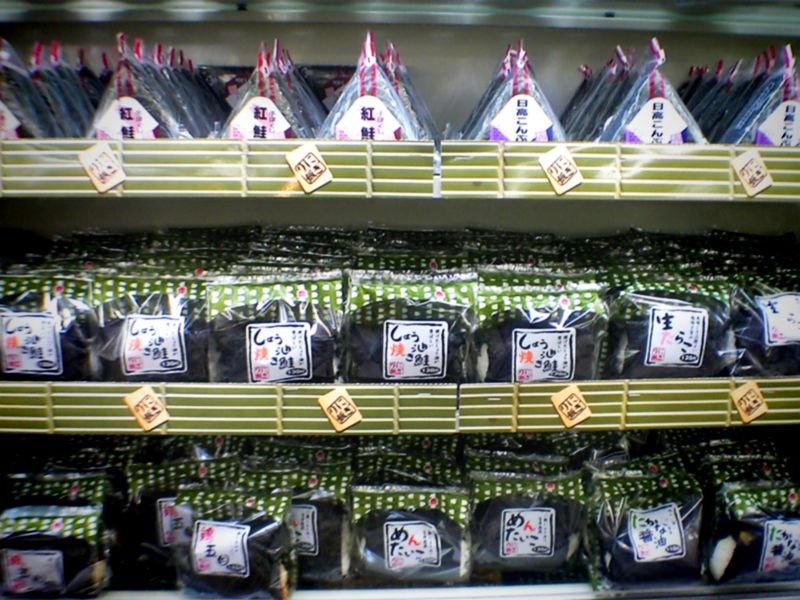
Des onigiri dans un konbini.

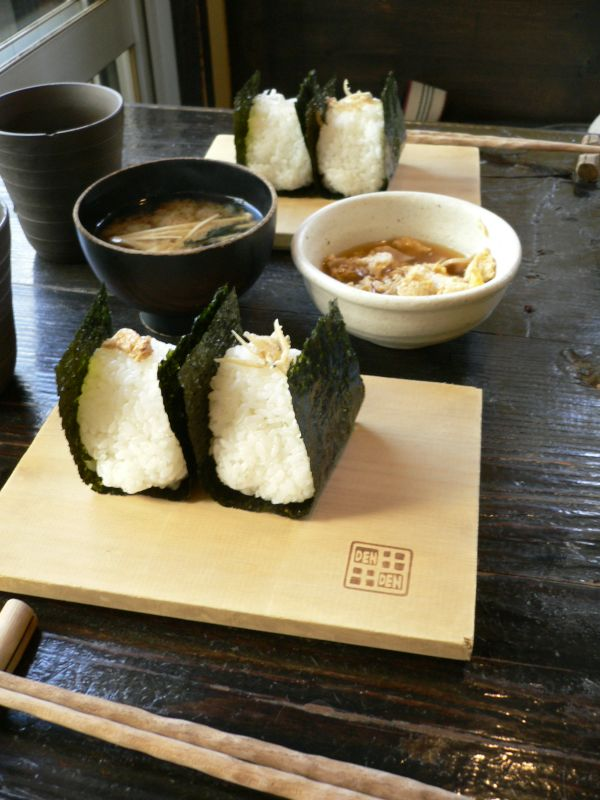
Dans un restaurant d'onigiri à Tōkyō.

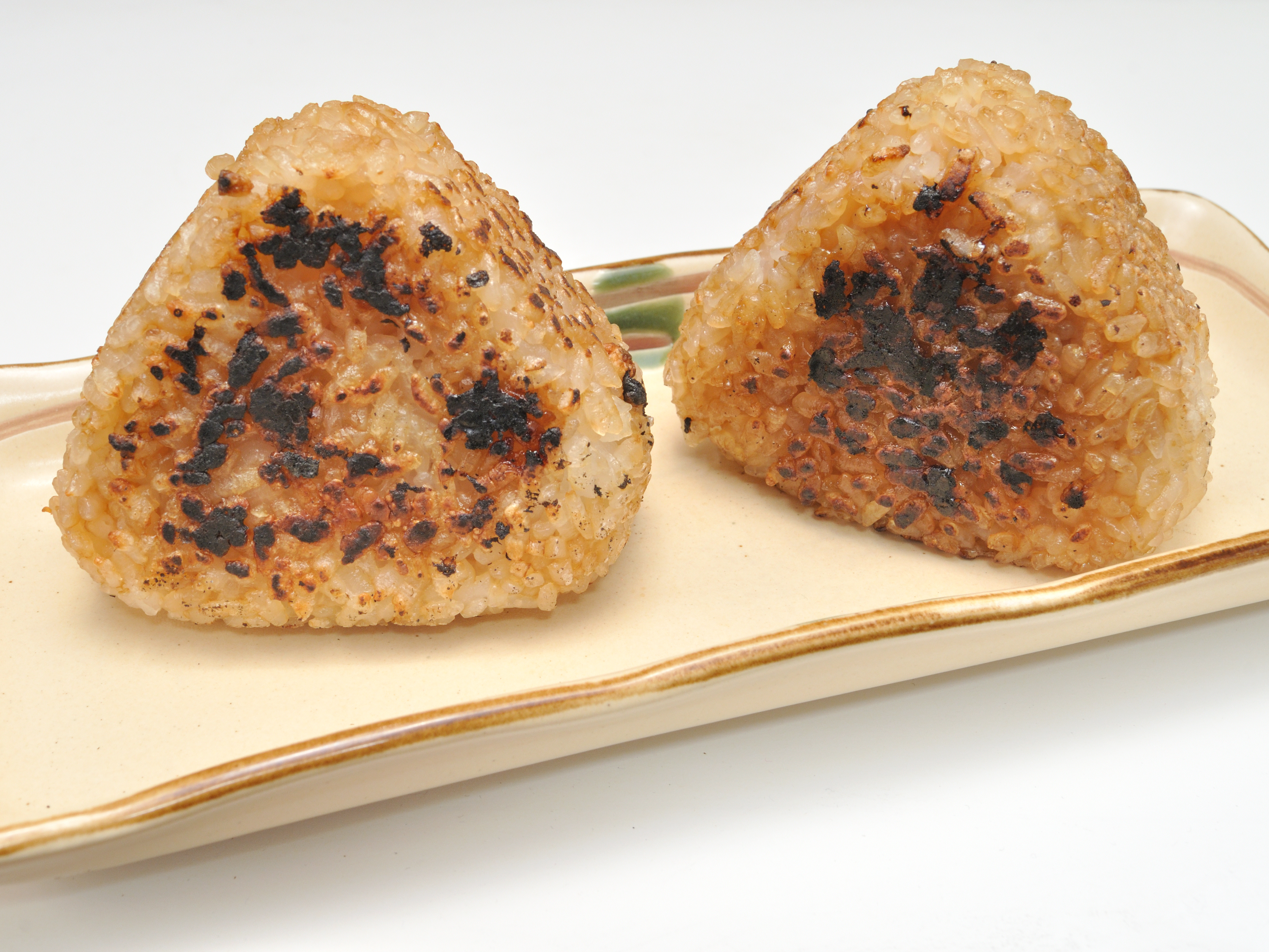
Des.

L'onigiri (おにぎり /御握り) est une préparation culinaire japonaise consistant en une boulette de riz, généralement enveloppée d'une algue nori. On l'appelle aussi omusubi (おむすび) en fonction de la région au Japon mais les deux termes désignent plus ou moins la même chose. On trouve l'onigiri principalement sous quatre formes :
- en triangle, sankakukei (三角形?) qui est la plus répandue au Japon ;
- en boule, bōrukei (ボール形?) ;
- en tambour, taikokei (太鼓形?), c'est-à-dire la forme d'une galette ;
- en botte de paille, tawarakei (俵形?), autrement dit rectangulaire et allongé.

Les onigiri ne sont pas réellement considérés comme un mets par les Japonais, mais plutôt comme un en-cas qu'on peut consommer par exemple lors d'un pique-nique ou à n'importe quel moment de la journée. Ce sont de véritables sandwichs de riz particulièrement populaires et bien ancrés dans la tradition culinaire japonaise. Ils sont le plus souvent fourrés d'une umeboshi, une petite prune séchée très salée, mais ils peuvent également renfermer du poisson grillé, comme du saumon, du thon ou autre ingrédient salé ou aigre.

## Disponibilité
Au Japon, on trouve les onigiri dans la plupart des konbini qui les vendent dans leurs saveurs les plus populaires. Il existe aussi des boutiques spécialisées qui font de la vente à emporter : les onigiri-ya.

## Garniture
- Poisson
  - saumon
  - thon
  - anguille
- Umeboshi
- Algue
- Nozawana (long radis japonais)
- Uni (oursin)
- Fromage
- Viande
  - porc
  - bœuf

## Honneur
L'astéroïde (10849) Onigiri porte son nom.